# Break-ul maxim (snooker)
Break-ul maxim (numit și break de 147 de puncte) este cel mai mare break ce poate fi construit, în condiții normale, într-un joc de snooker, de către un jucător. Acesta are valoarea de 147 de puncte și se obține trimițând în buzunar cele 15 bile roșii, fiecare jucată cu bila neagră, și bilele colorate, în ordinea valoriilor lor. Ronnie O'Sullivan a reușit să facă pentru prima dată break-ul maxim la Campionatul Mondial de Snooker din 1997.
La finalizarea break-ului, și deci a jocului, jucătorul a executat 36 de lovituri de buzunar succesive:
- 15 bile roșii
- 16 bile negre
- câte o bilă galbenă, verde, maro, albastră și roz

### Break-uri ce depășesc 147 de puncte
Un astfel de break se poate obține dacă se începe cu un free ball , ca urmare a unui fault provocat de adversar înainte ca vreo bilă roșie să fi fost consumată. Astfel, jucătorul va avea la dispoziție, practic, 16 bile roșii și deci, încă o bilă colorată. În aceste condiții, breakul maxim se ridică la 155 de puncte, dacă se va juca bila neagră imediat după free ball.